# Brendan Smith (Eishockeyspieler)
Brendan Smith (* 8. Februar 1989 in Mimico, Ontario) ist ein kanadischer Eishockeyspieler, der seit Juli 2024 bei den Dallas Stars aus der National Hockey League unter Vertrag steht und dort auf der Position des Verteidigers spielt.

## Karriere
Brendan Smith begann seine Karriere als Eishockeyspieler in der Ontario Junior Hockey League, in der er von 2005 bis 2007 für die Wexford Raiders und die St. Michael’s Buzzers aktiv war. Anschließend wurde er im NHL Entry Draft 2007 in der ersten Runde als insgesamt 27. Spieler von den Detroit Red Wings ausgewählt. Zunächst besuchte er jedoch drei Jahre lang die University of Wisconsin, für deren Eishockeymannschaft er parallel in der Western Collegiate Hockey Association spielte. Als Spieler der University of Wisconsin erhielt er mehrere individuelle Auszeichnungen.
Ab der Saison 2010/11 wurde Smith von Detroit’s Farmteam Grand Rapids Griffins in der American Hockey League eingesetzt. Dort konnte er auf Anhieb überzeugen und wurde in seinem ersten Jahr im professionellen Eishockey in das AHL All-Rookie Team gewählt. Während der Saison 2011/12 gab der Kanadier für die Detroit Red Wings sein Debüt in der National Hockey League, wobei er in 14 NHL-Spielen ein Tor und sechs Vorlagen erzielte. Den Großteil der Spielzeit verbrachte er jedoch erneut bei den Grand Rapids Griffins in der AHL. Die aufgrund eines Lockouts verkürzte Saison 2012/13 begann er ebenfalls bei den Griffins in der AHL. Nach Beginn der NHL-Saison wurde er jedoch von den Detroit Red Wings in deren NHL-Kader berufen.
Nach über sechs Jahren in der Organisation der Red Wings wurde Smith im Februar 2017 an die New York Rangers abgegeben. Im Gegenzug erhielt Detroit ein Zweitrunden-Wahlrecht für den NHL Entry Draft 2018 sowie ein Drittrunden-Wahlrecht für den NHL Entry Draft 2017. Anschließend unterzeichnete der Verteidiger im Juni 2017 einen neuen Vierjahresvertrag in New York, der ihm ein durchschnittliches Jahresgehalt von 4,35 Millionen US-Dollar einbrachte. Nach dem Auslaufen des Vertrags wechselte Smith in die Organisation der Carolina Hurricanes, bevor er sich im Juli 2022, abermals als Free Agent, den New Jersey Devils anschloss. In gleicher Weise wechselte er im Juli 2024 zu den Dallas Stars.

## Erfolge und Auszeichnungen
- 2010 WCHA First All-Star Team
- 2010 NCAA West First All-American Team
- 2010 NCAA Championship All-Tournament Team
- 2011 AHL All-Rookie Team

## Karrierestatistik
Stand: Ende der Saison 2024/25

### International
Vertrat Kanada bei:
- World U-17 Hockey Challenge 2006

(Legende zur Spielerstatistik: Sp oder GP = absolvierte Spiele; T oder G = erzielte Tore; V oder A = erzielte Assists; Pkt oder Pts = erzielte Scorerpunkte; SM oder PIM = erhaltene Strafminuten; +/− = Plus/Minus-Bilanz; PP = erzielte Überzahltore; SH = erzielte Unterzahltore; GW = erzielte Siegtore; 1 Play-downs/Relegation; Kursiv: Statistik nicht vollständig)

## Familie
Sein Bruder Reilly Smith ist ebenfalls ein professioneller Eishockeyspieler. Sein Bruder Rory Smith ist ein professioneller Lacrossespieler.